# Capitale européenne du sport
Pour les articles homonymes, voir Capitale européenne.
Capitale européenne du sport est un titre attribué chaque année à une ville d'Europe par l'Association des capitales européennes du sport (ACES).

## Liste des capitales du sports par année
| Année | Ville      | Pays        |
| ----- | ---------- | ----------- |
| 2001  | Madrid     | Espagne     |
| 2002  | Stockholm  | Suède       |
| 2003  | Glasgow    | Royaume-Uni |
| 2004  | Alicante   | Espagne     |
| 2005  | Rotterdam  | Pays-Bas    |
| 2006  | Copenhague | Danemark    |
| 2007  | Stuttgart  | Allemagne   |
| 2008  | Varsovie   | Pologne     |
| 2009  | Milan      | Italie      |
| 2010  | Dublin     | Irlande     |
| 2011  | Valence    | Espagne     |
| 2012  | Istanbul   | Turquie     |
| 2013  | Anvers     | Belgique    |
| 2014  | Cardiff    | Royaume-Uni |
| 2015  | Turin      | Italie      |
| 2016  | Prague     | Tchéquie    |
| 2017  | Marseille  | France      |
| 2018  | Sofia      | Bulgarie    |
| 2019  | Budapest   | Hongrie     |
| 2020  | Malaga     | Espagne     |
| 2021  | Lisbonne   | Portugal    |
| 2022  | La Haye    | Pays-Bas    |
| 2023  | Glasgow    | Royaume-Uni |
| 2024  | Gênes      | Italie      |
| 2025  | Tallinn    | Estonie     |
| 2026  | Naples     | Italie      |
| 2027  | Saragosse  | Espagne     |

### Galerie

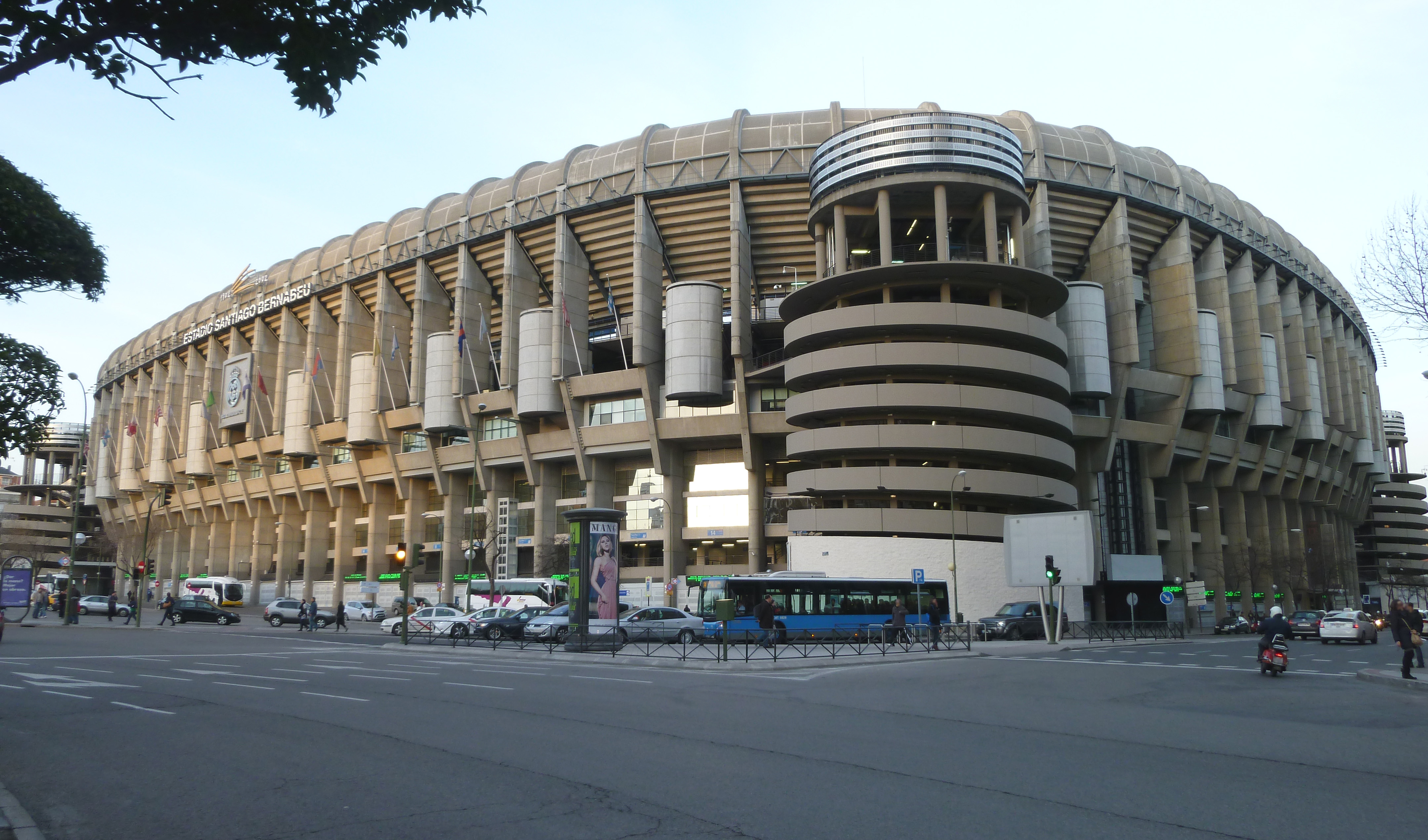
Madrid , capitale européenne du sport 2001 pour l'Espagne.
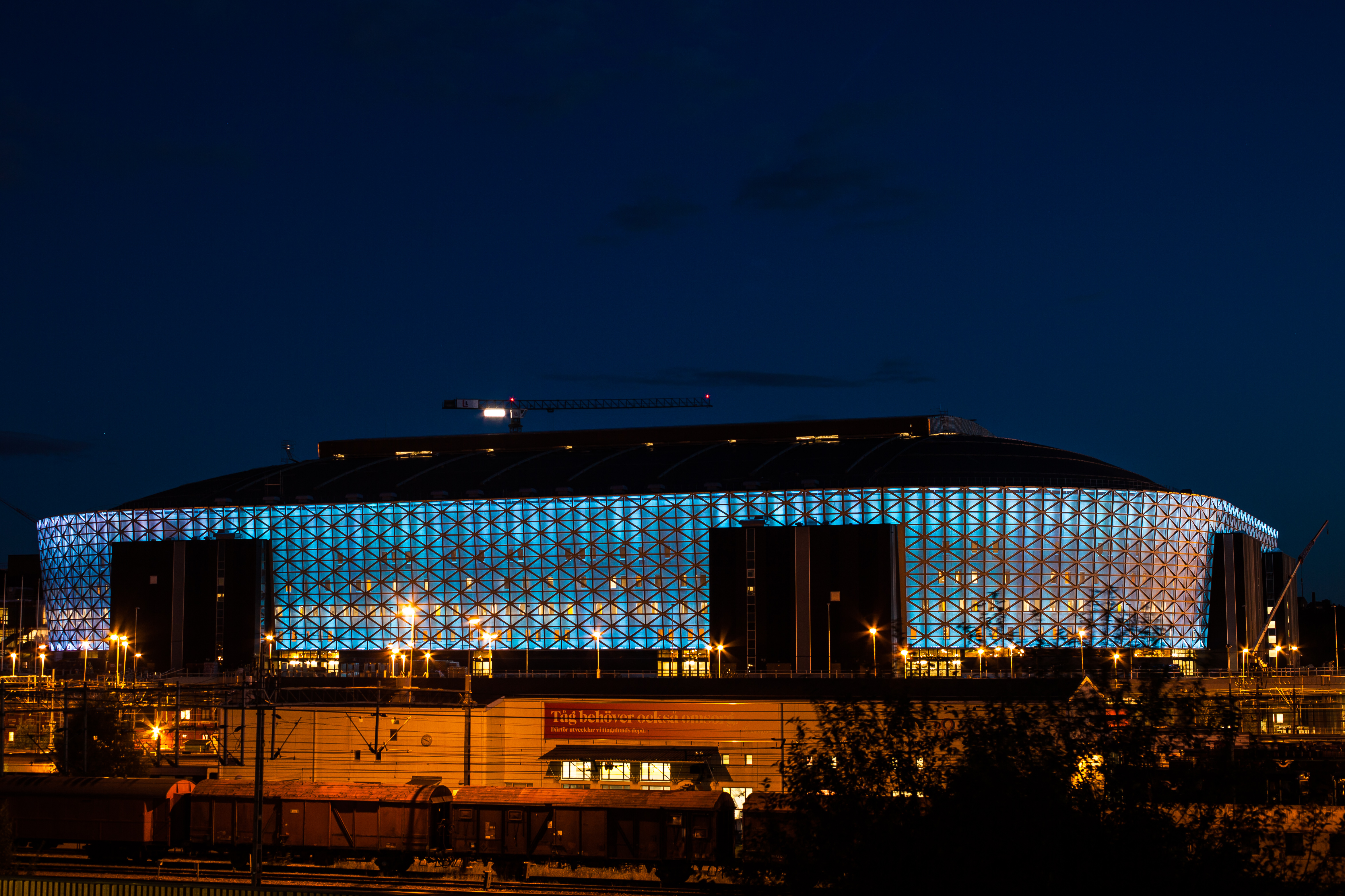
Stockholm , capitale européenne du sport 2002 pour la Suède.
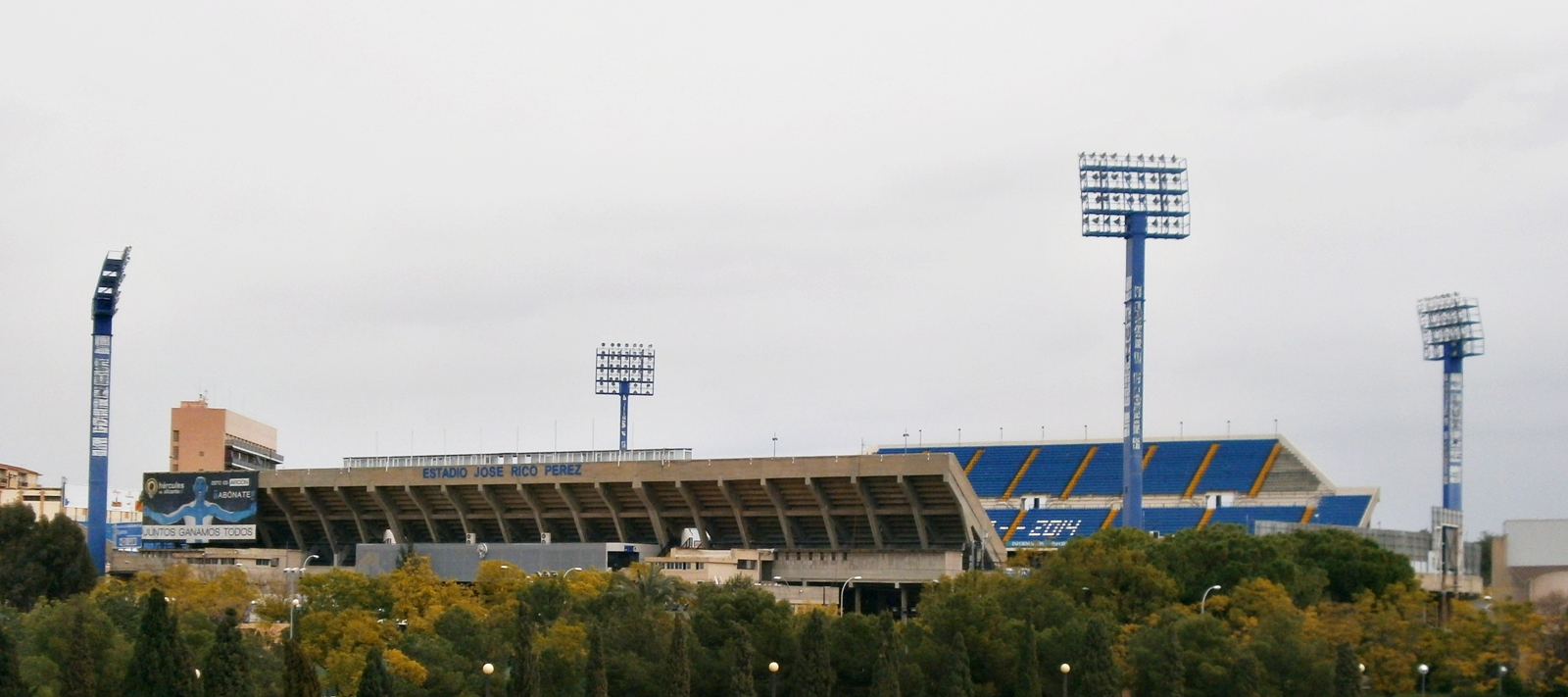
Alicante , capitale européenne du sport 2004 pour l'Espagne.
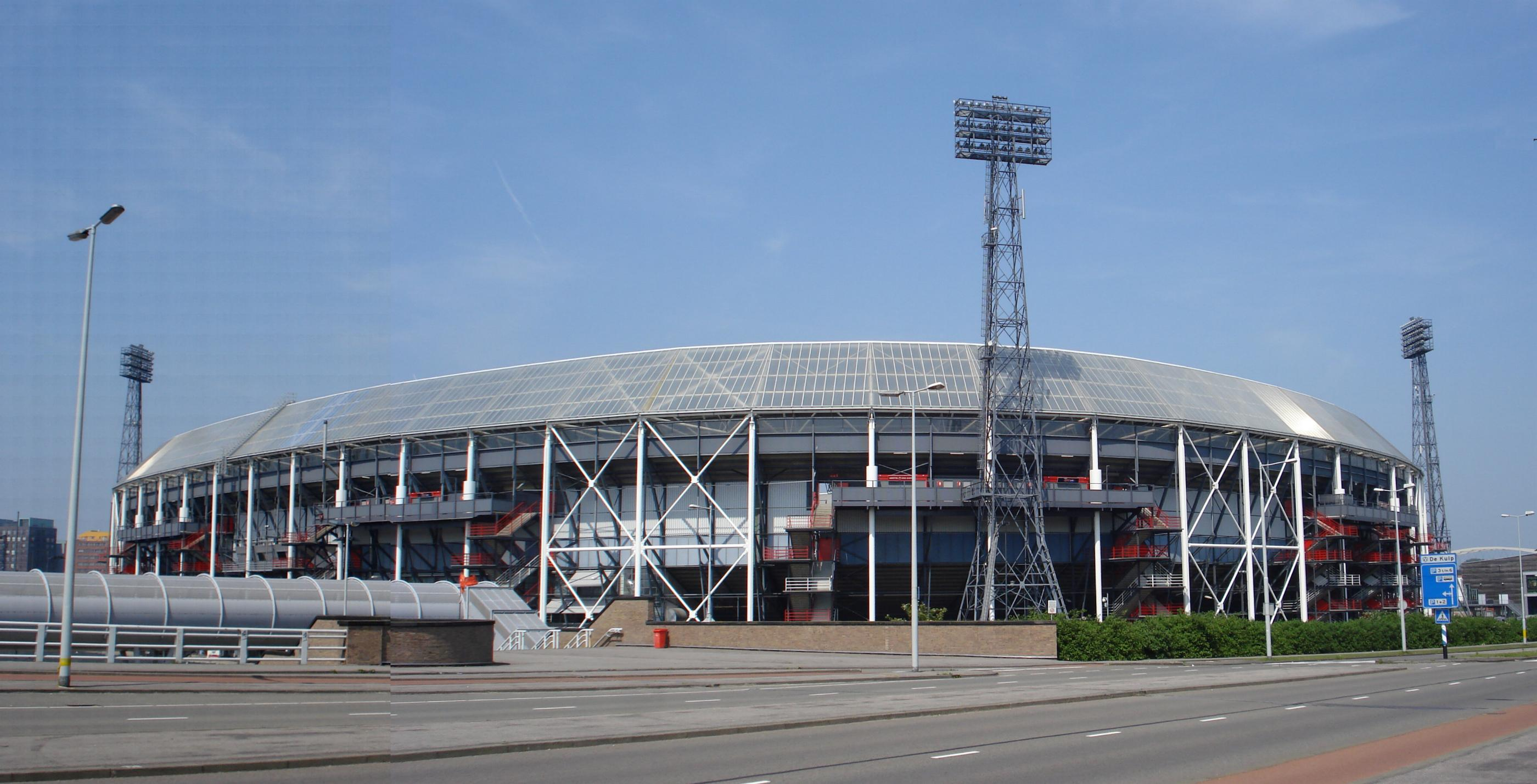
Rotterdam , capitale européenne du sport 2005 pour les Pays-Bas.
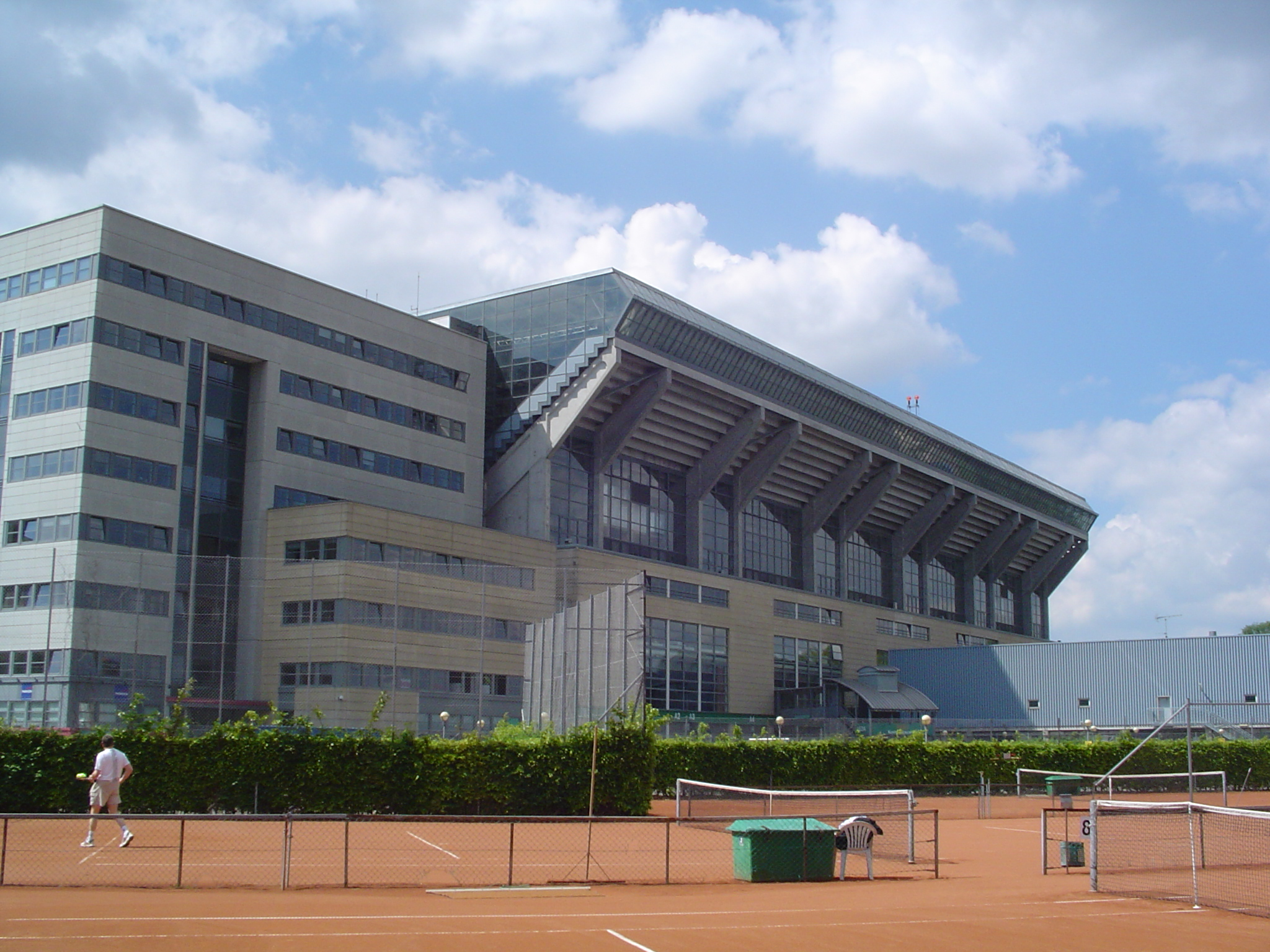
Copenhague , capitale européenne du sport 2006 pour le Danemark.
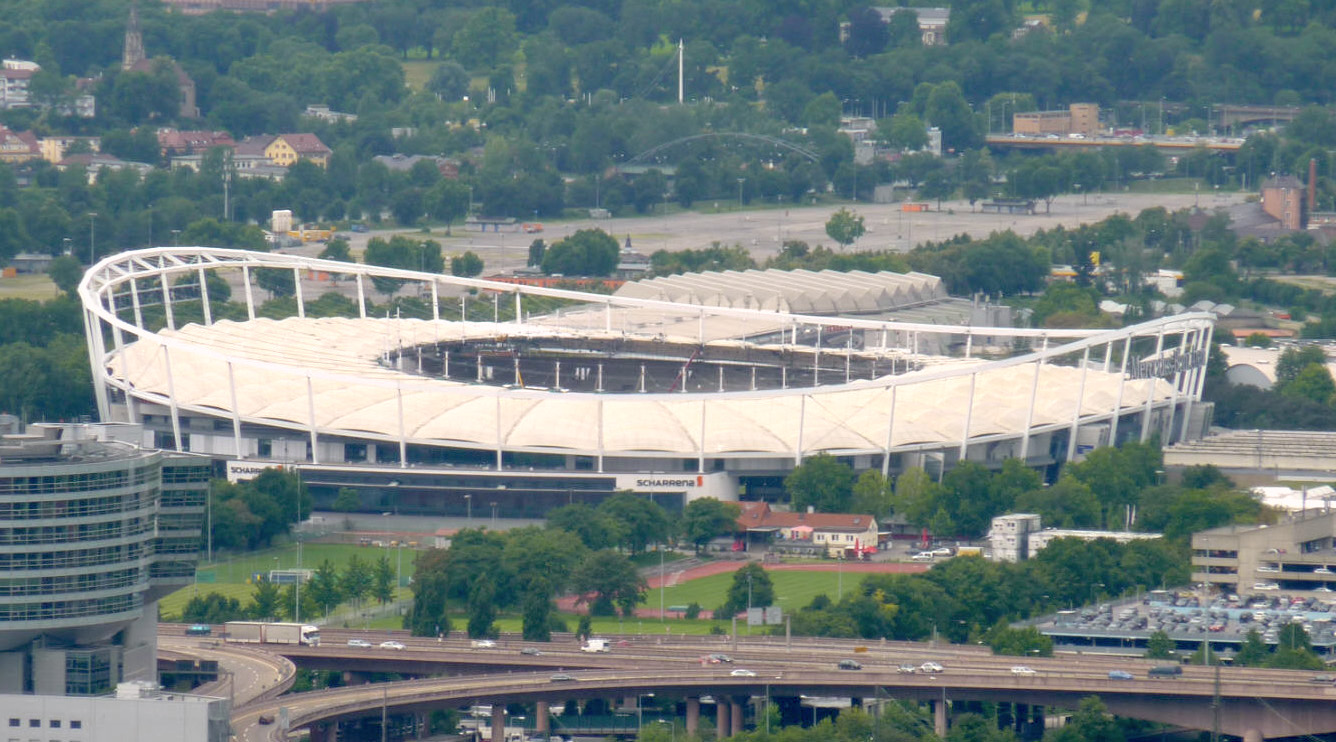
Stuttgart , capitale européenne du sport 2007 pour l'Allemagne.
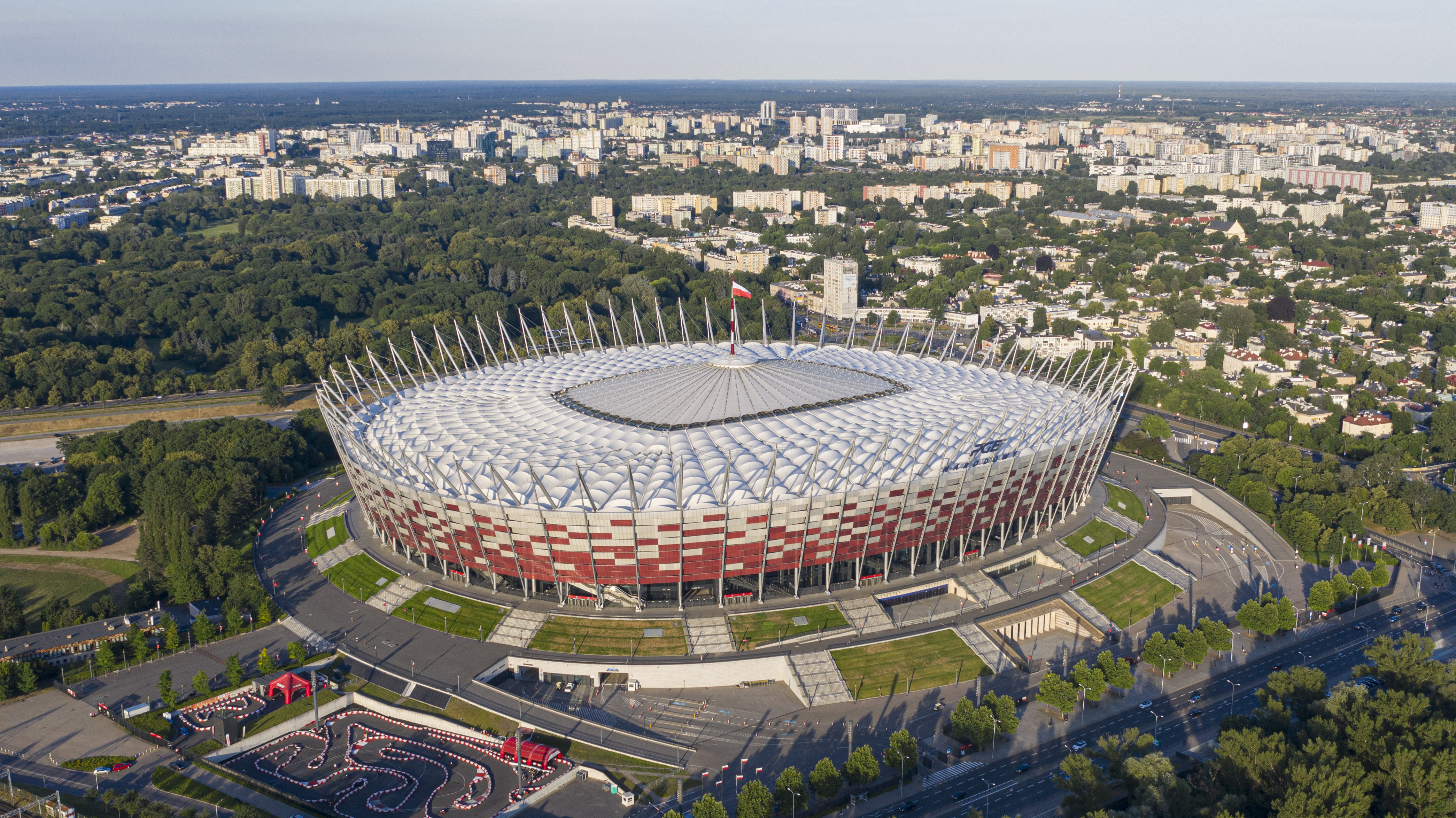
Varsovie , capitale européenne du sport 2008 pour la Pologne.
Milan , capitale européenne du sport 2009 pour l'Italie.
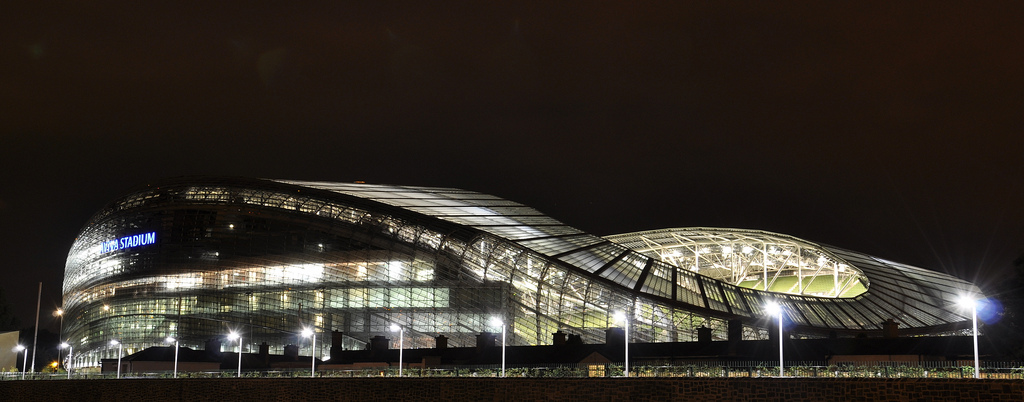
Dublin , capitale européenne du sport 2010 pour l'Irlande.
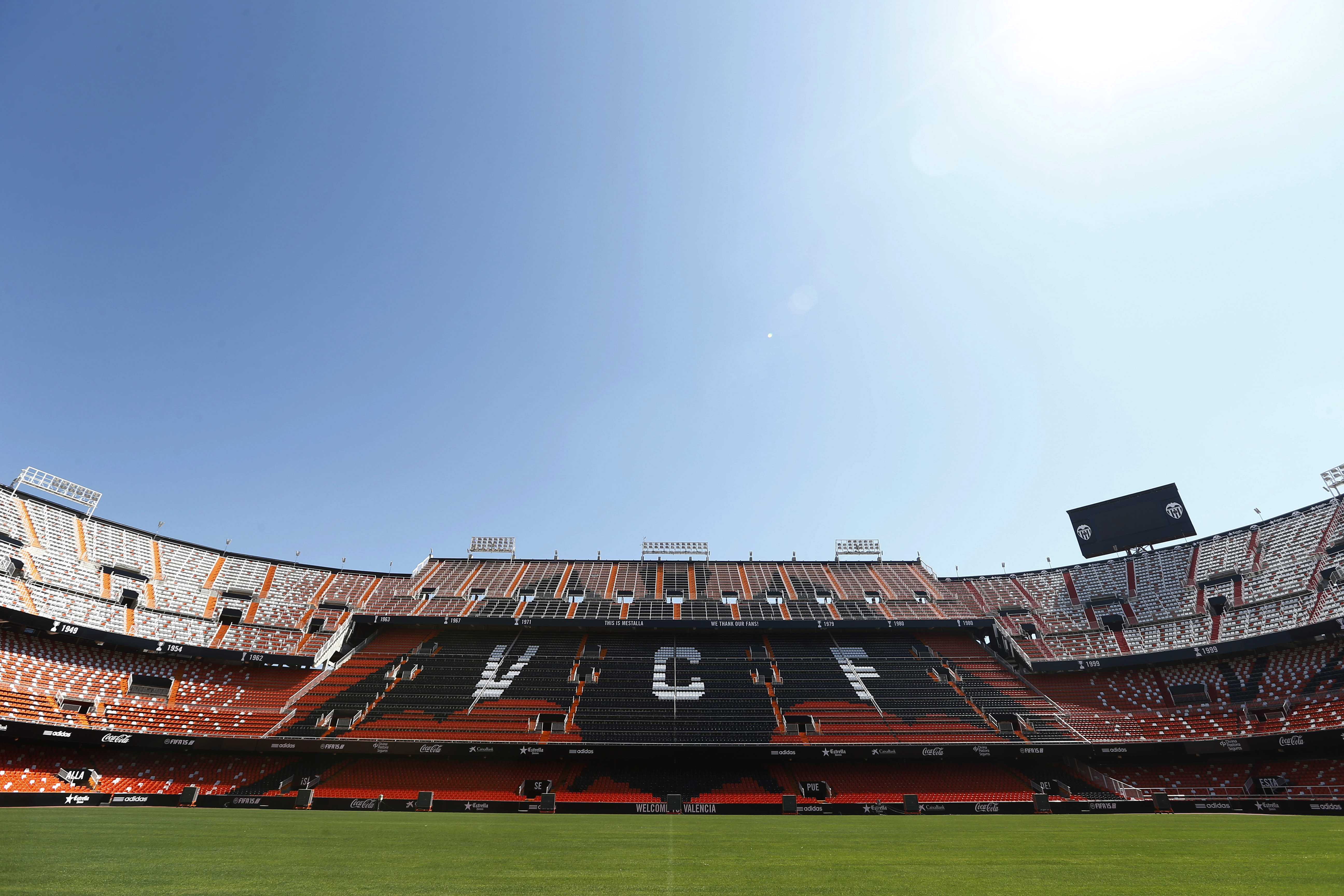
Valence , capitale européenne du sport 2011 pour l'Espagne.
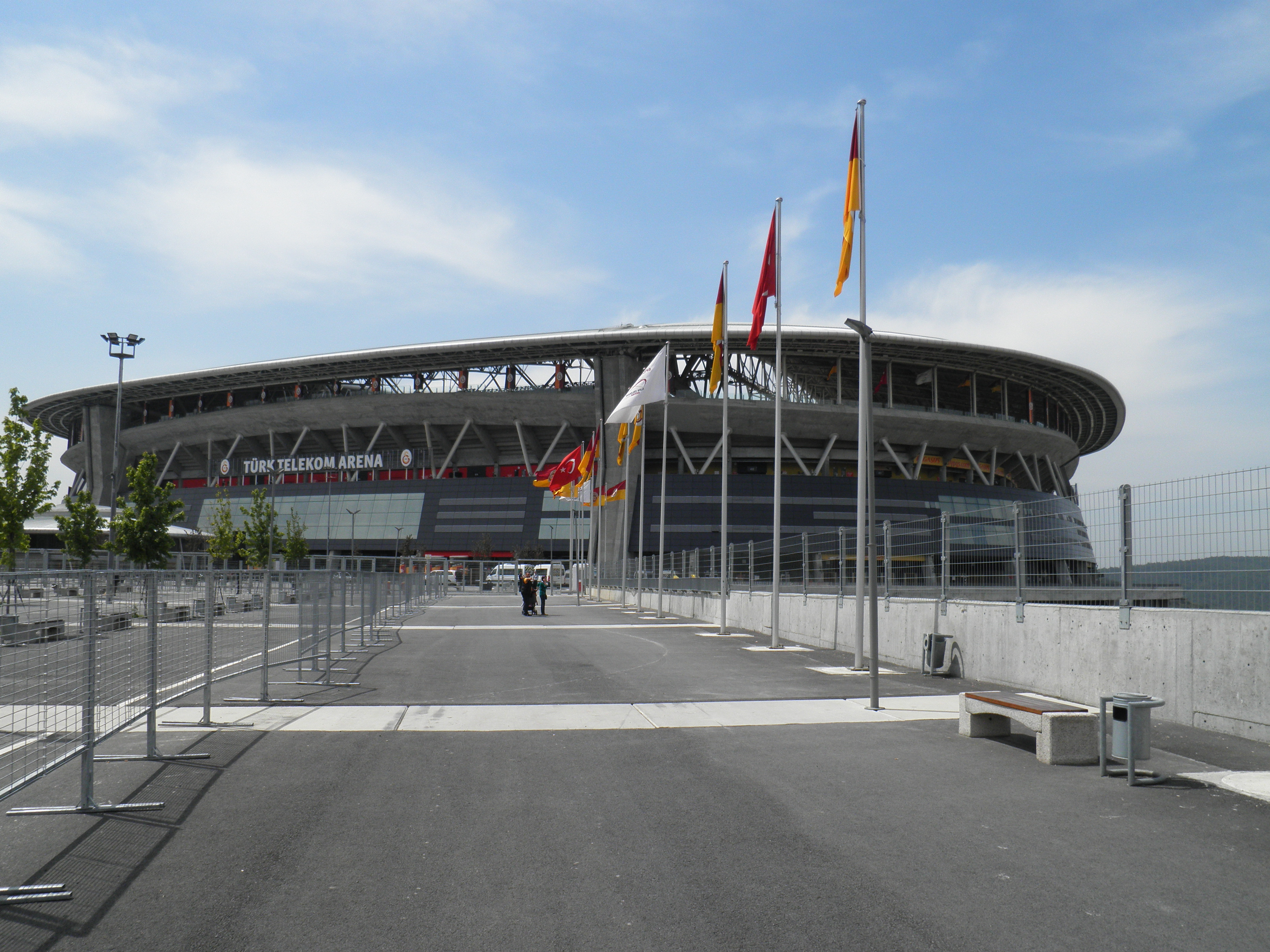
Istanbul , capitale européenne du sport 2012 pour la Turquie.
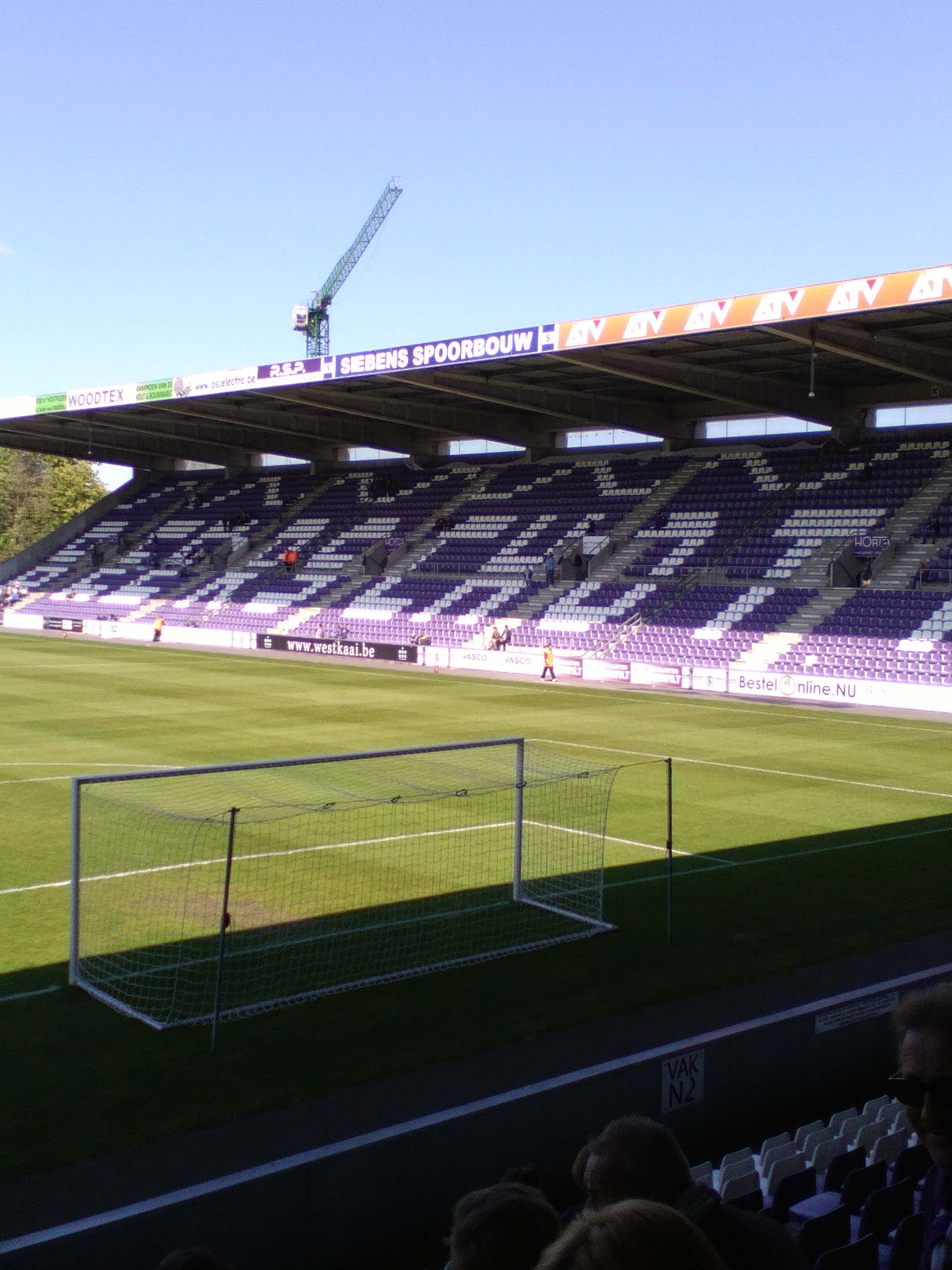
Anvers , capitale européenne du sport 2013 pour la Belgique.
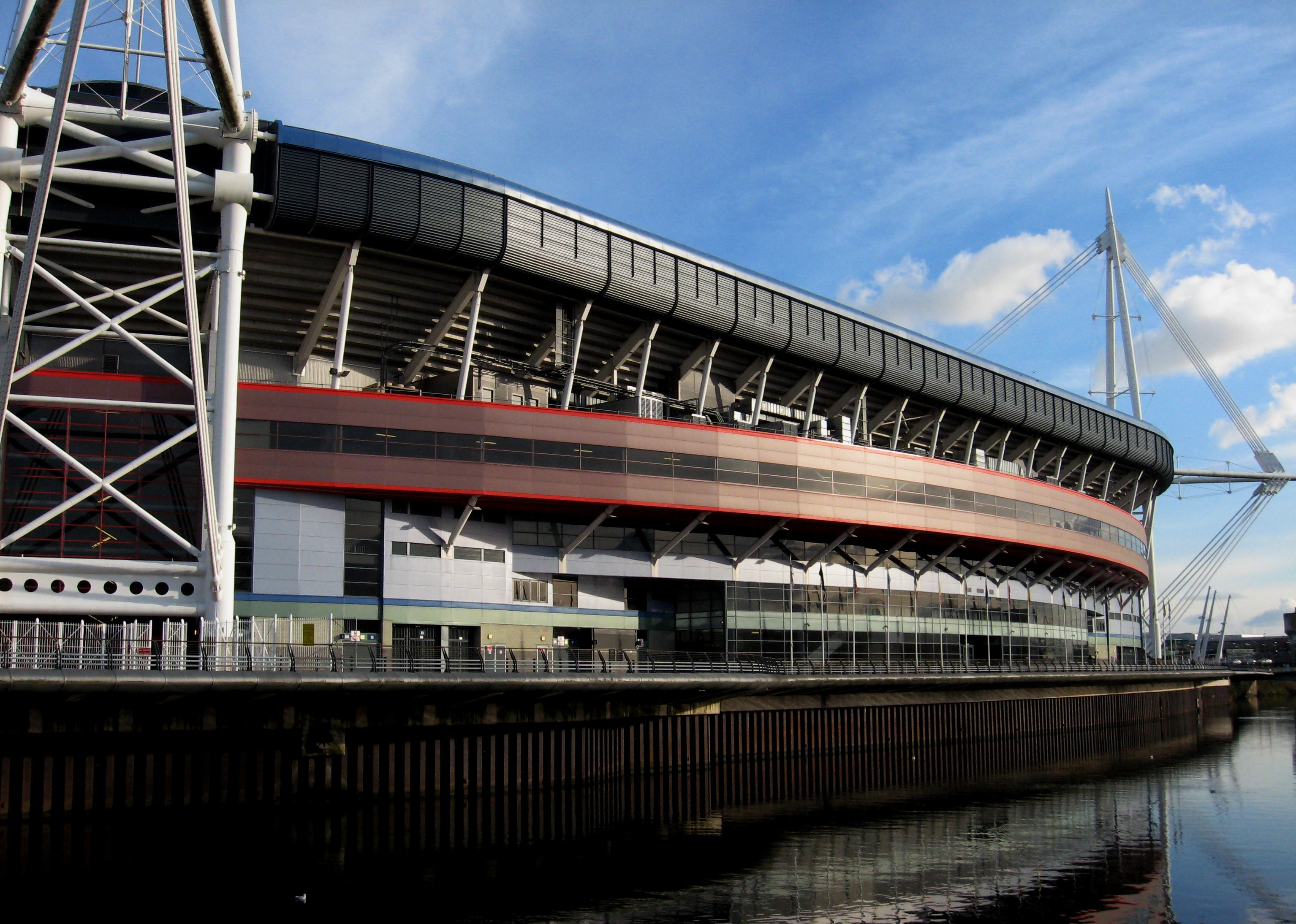
Cardiff , capitale européenne du sport 2014 pour le Royaume-Uni.
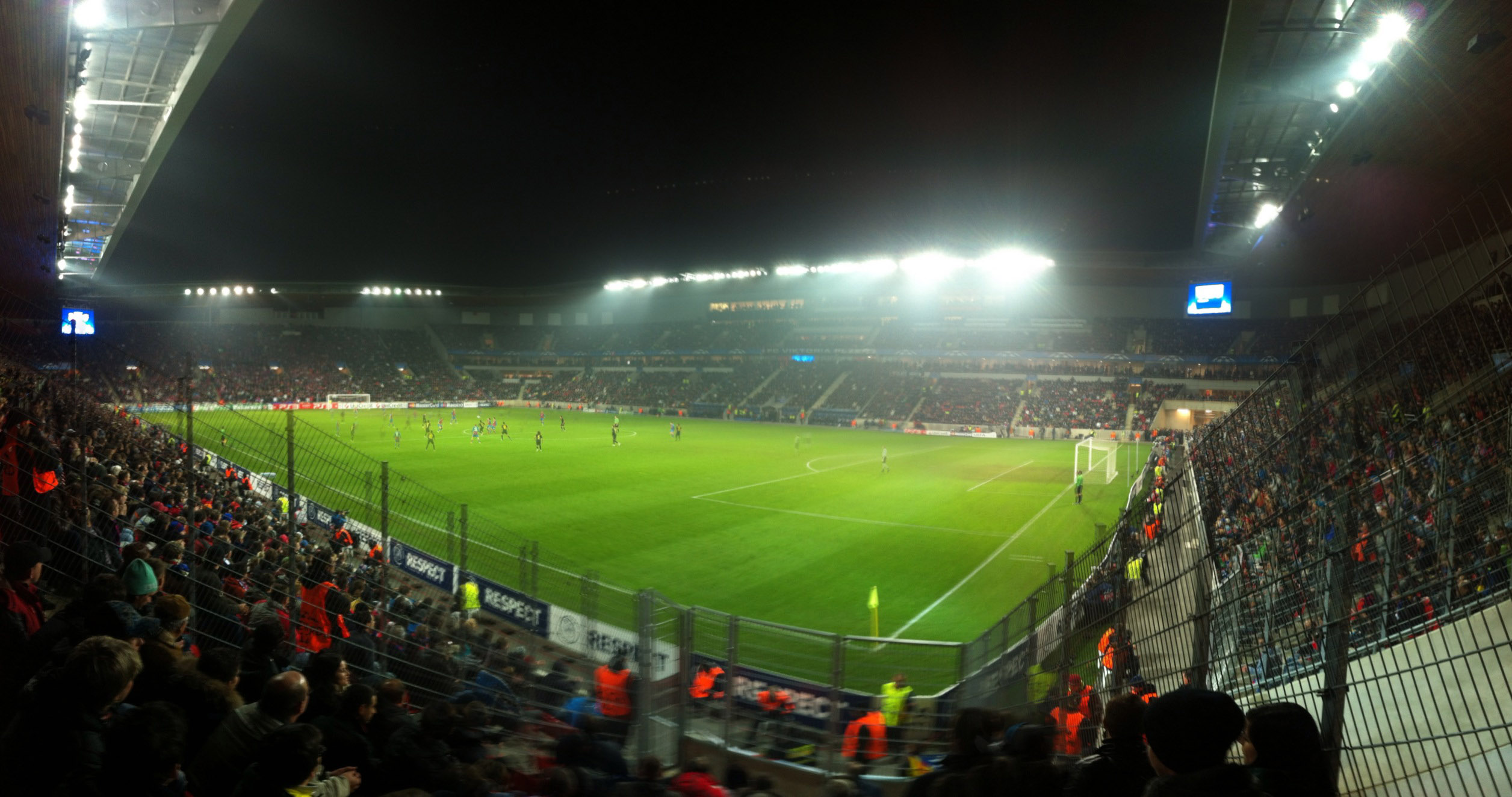
Prague , capitale européenne du sport 2016 pour la République tchèque.
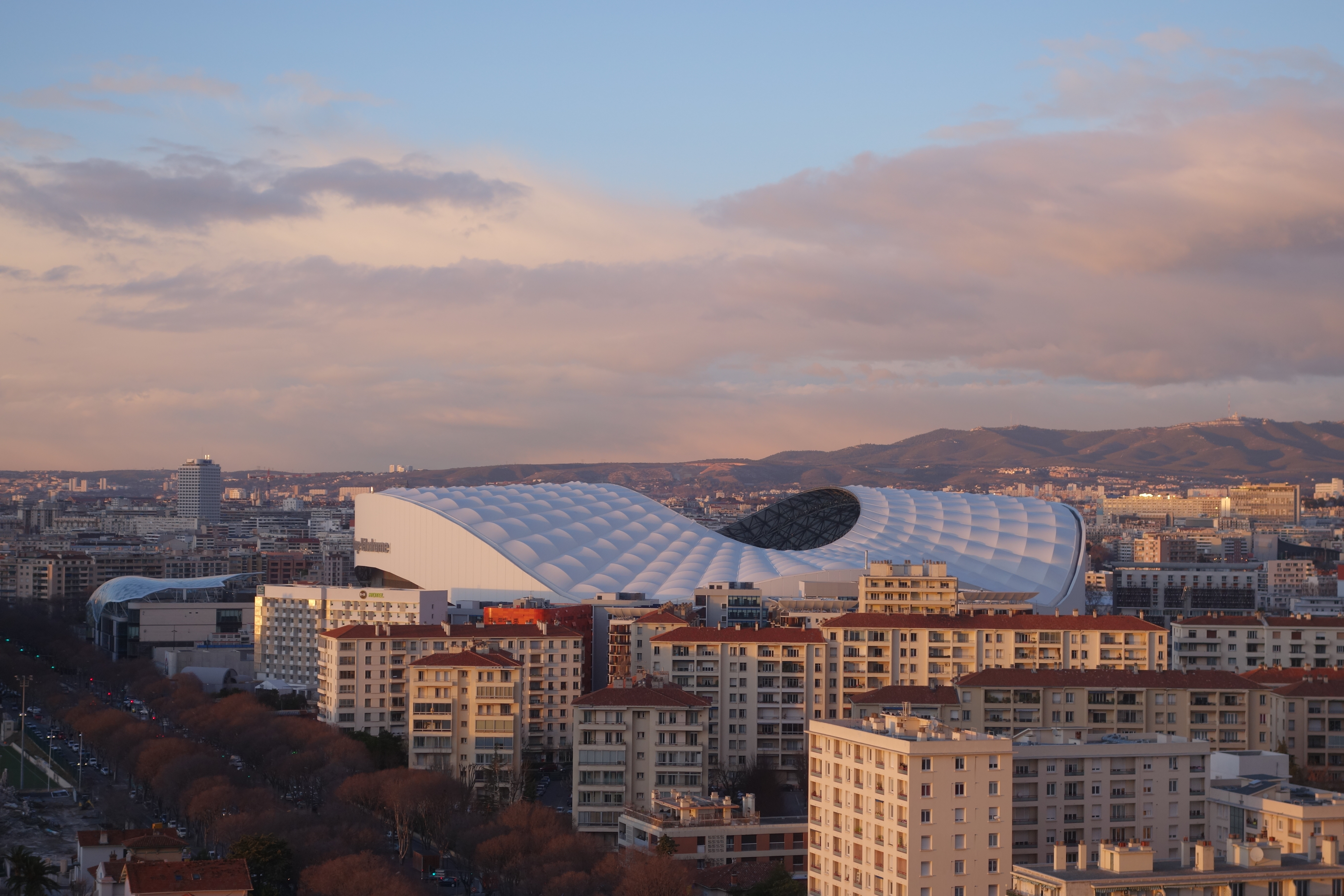
Marseille , capitale européenne du sport 2017 pour la France.
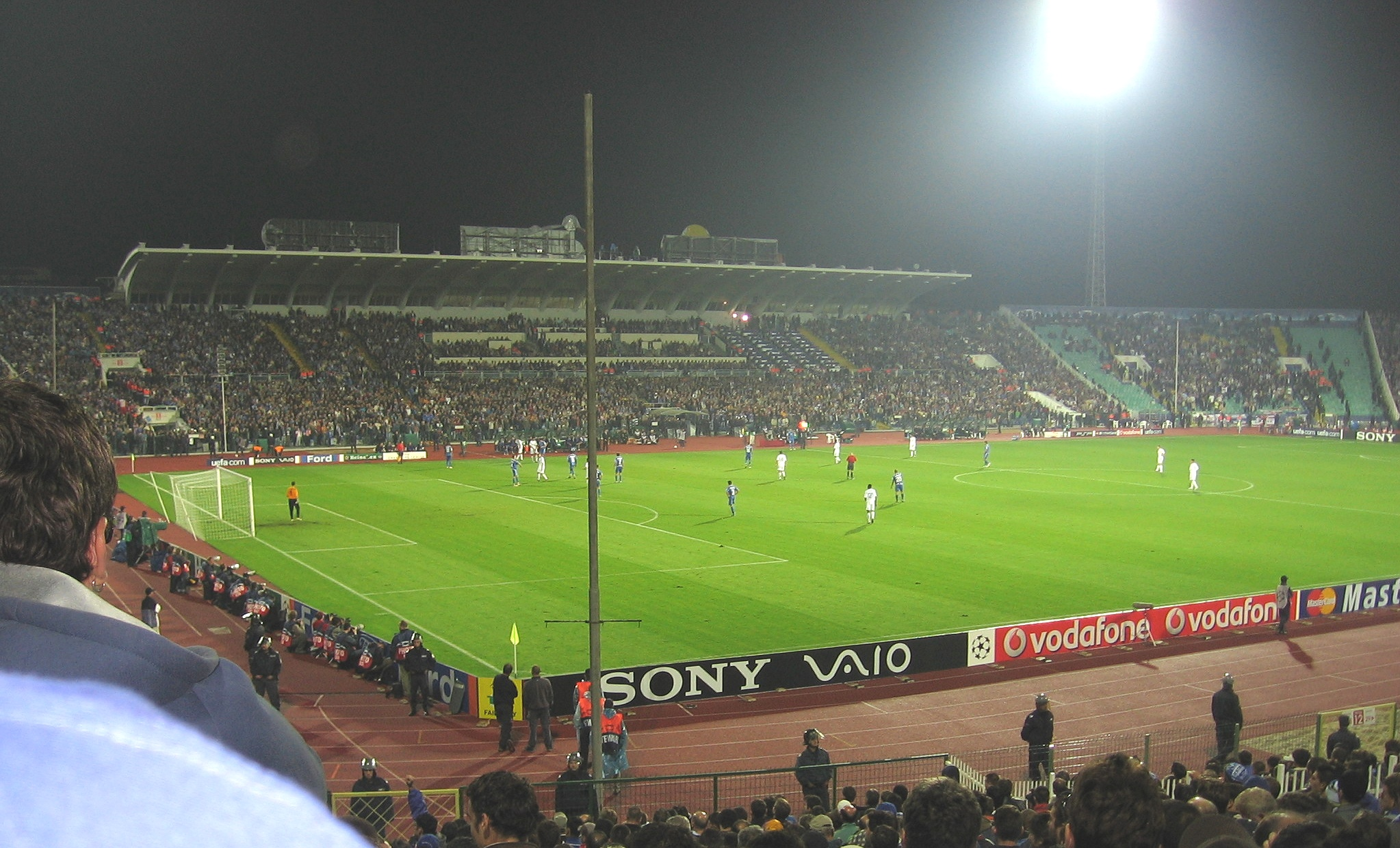
Sofia , capitale européenne du sport 2018 pour la Bulgarie.
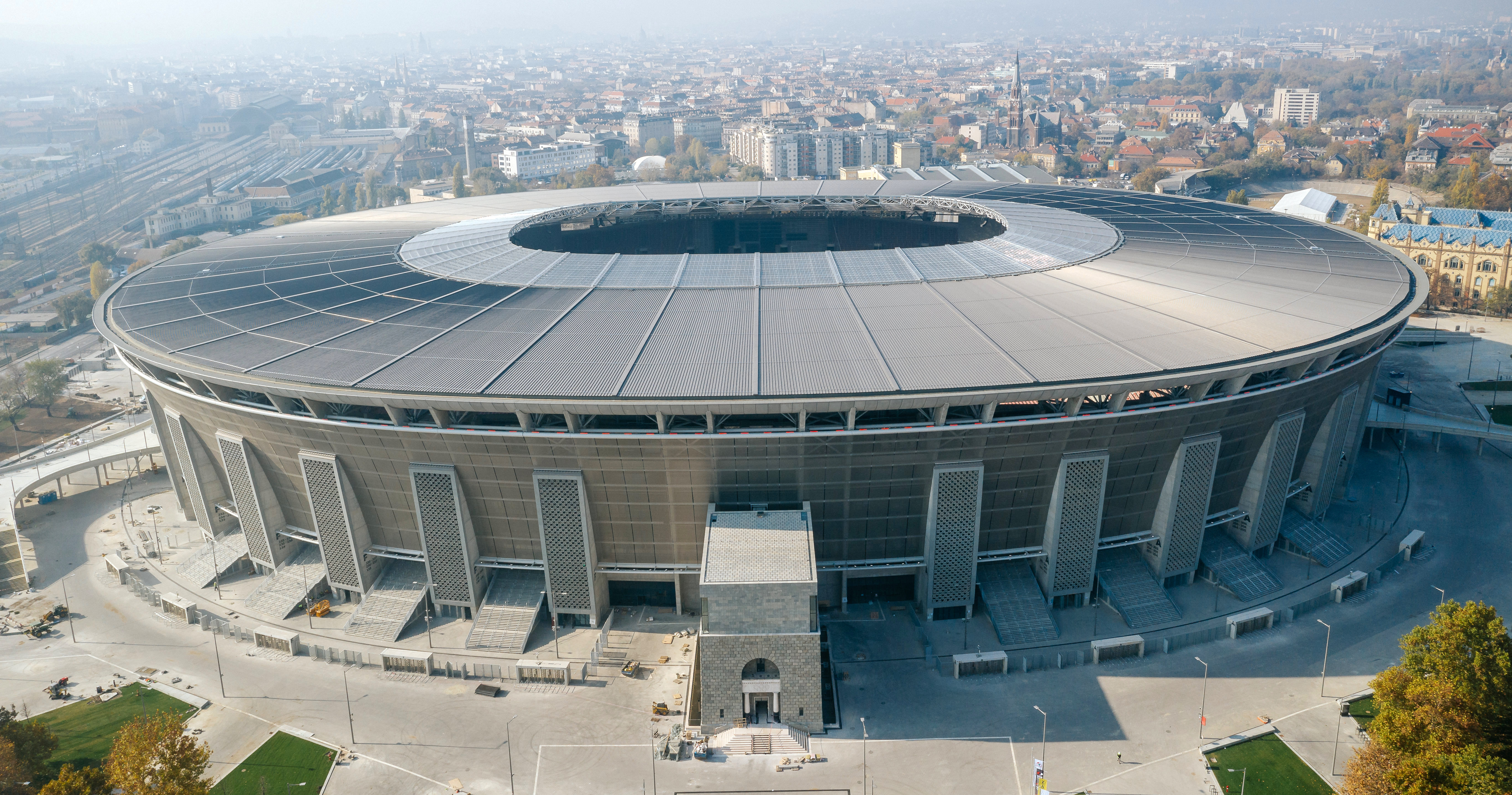
Budapest , capitale européenne du sport 2019 pour la Hongrie.
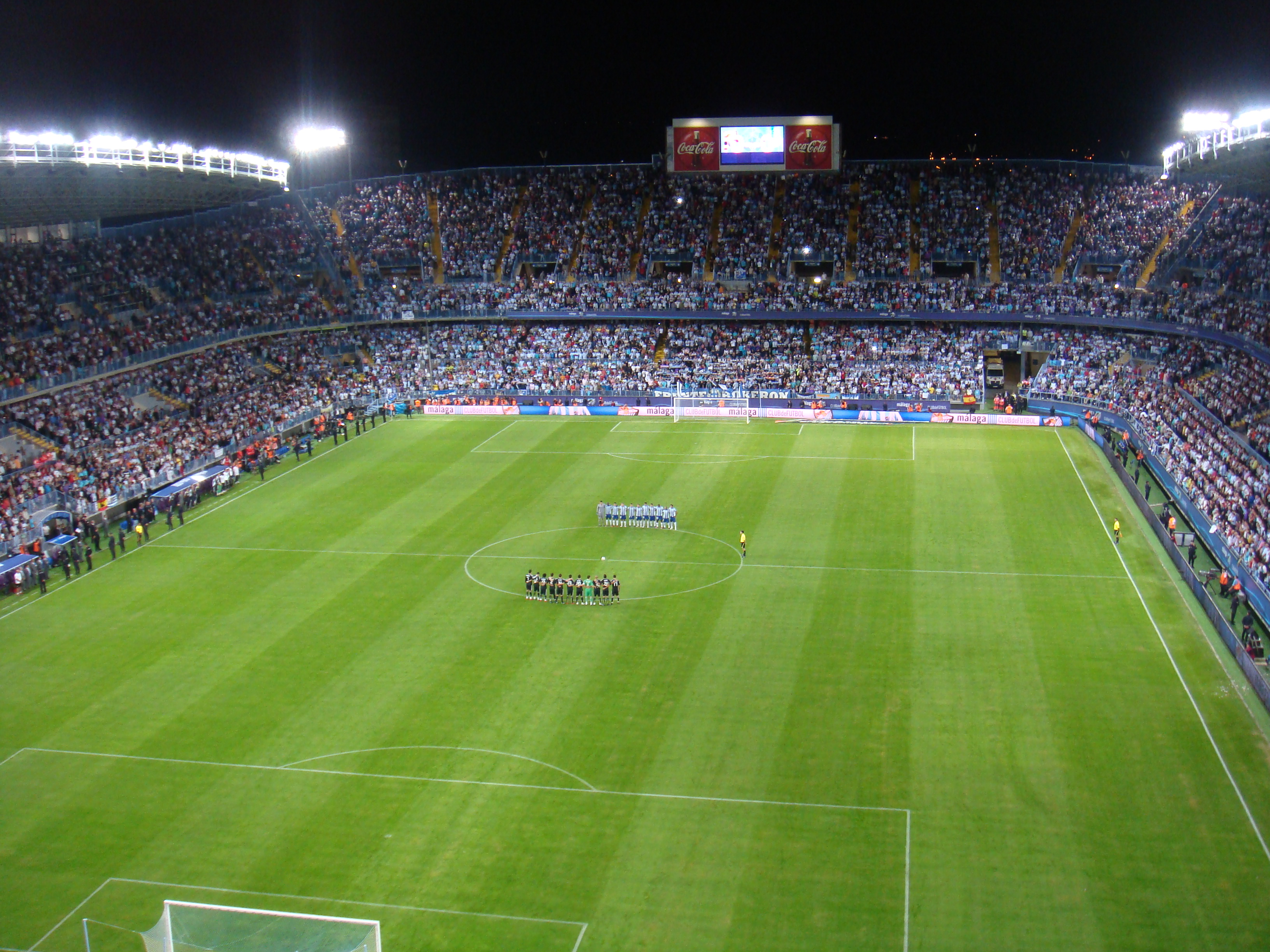
Malaga , capitale européenne du sport 2020 pour l'Espagne.
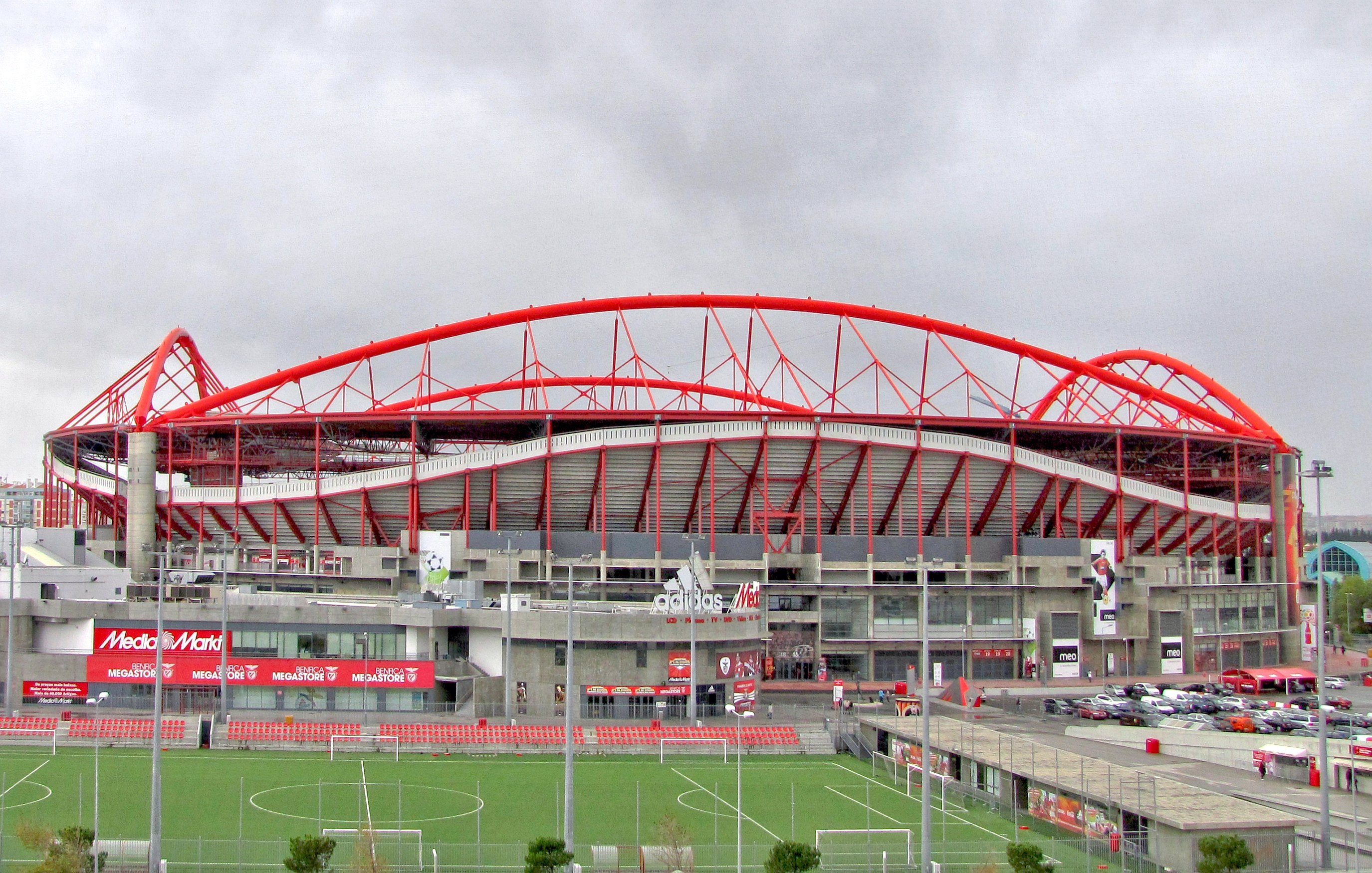
Lisbonne , capitale européenne du sport 2021 pour le Portugal.
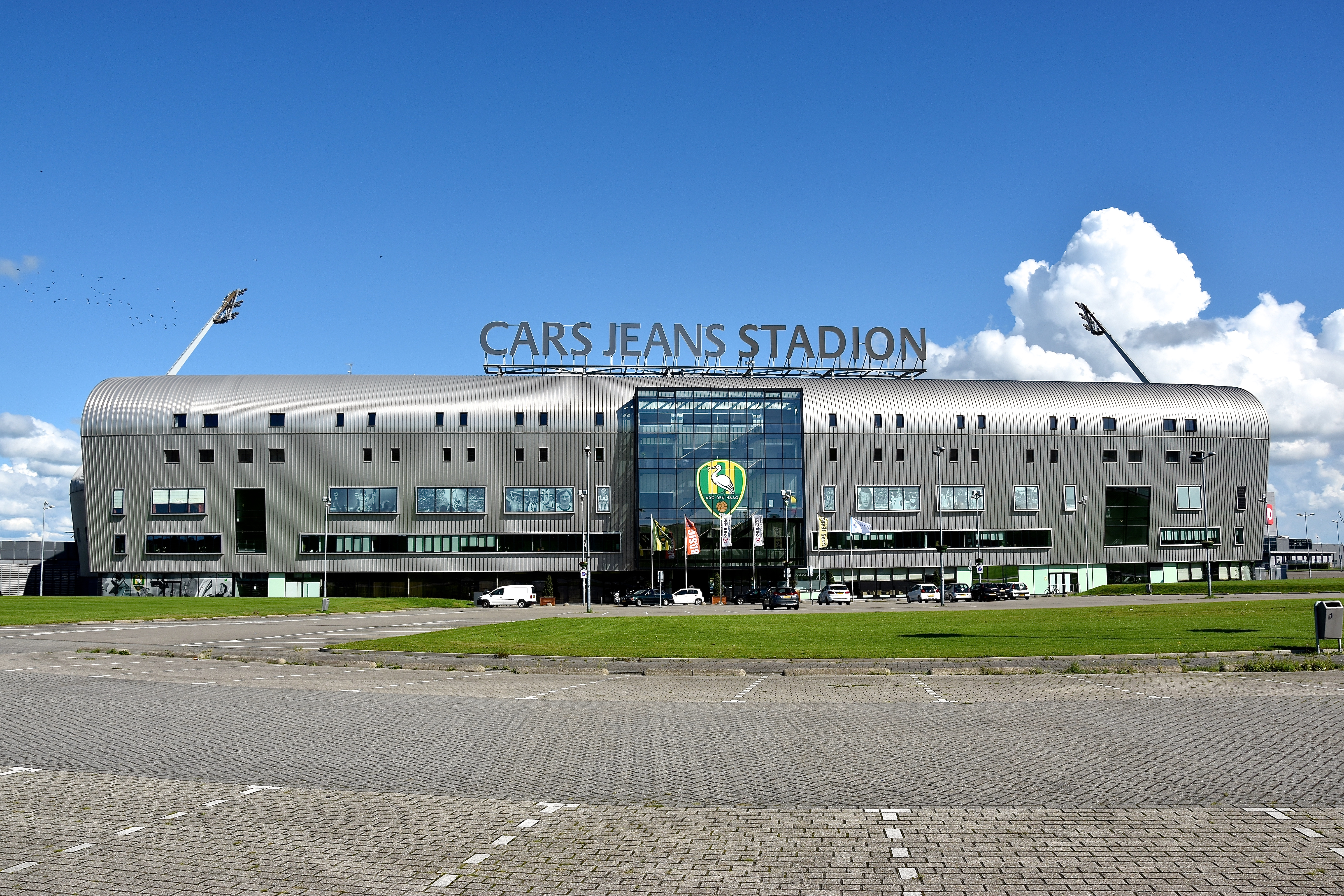
La Haye , capitale européenne du sport 2022 pour les Pays-Bas.
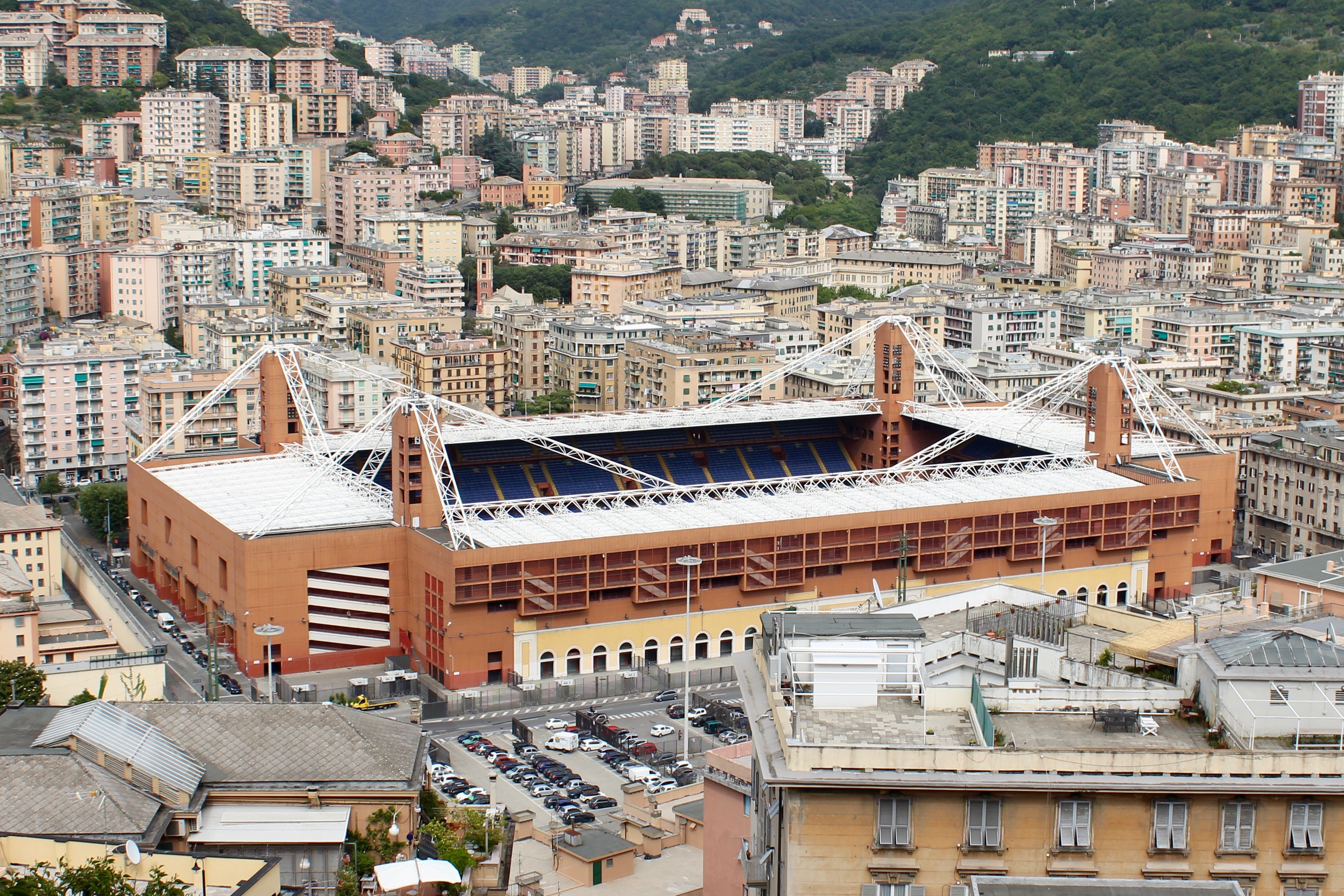
Gênes , capitale européenne du sport 2024 pour l'Italie.
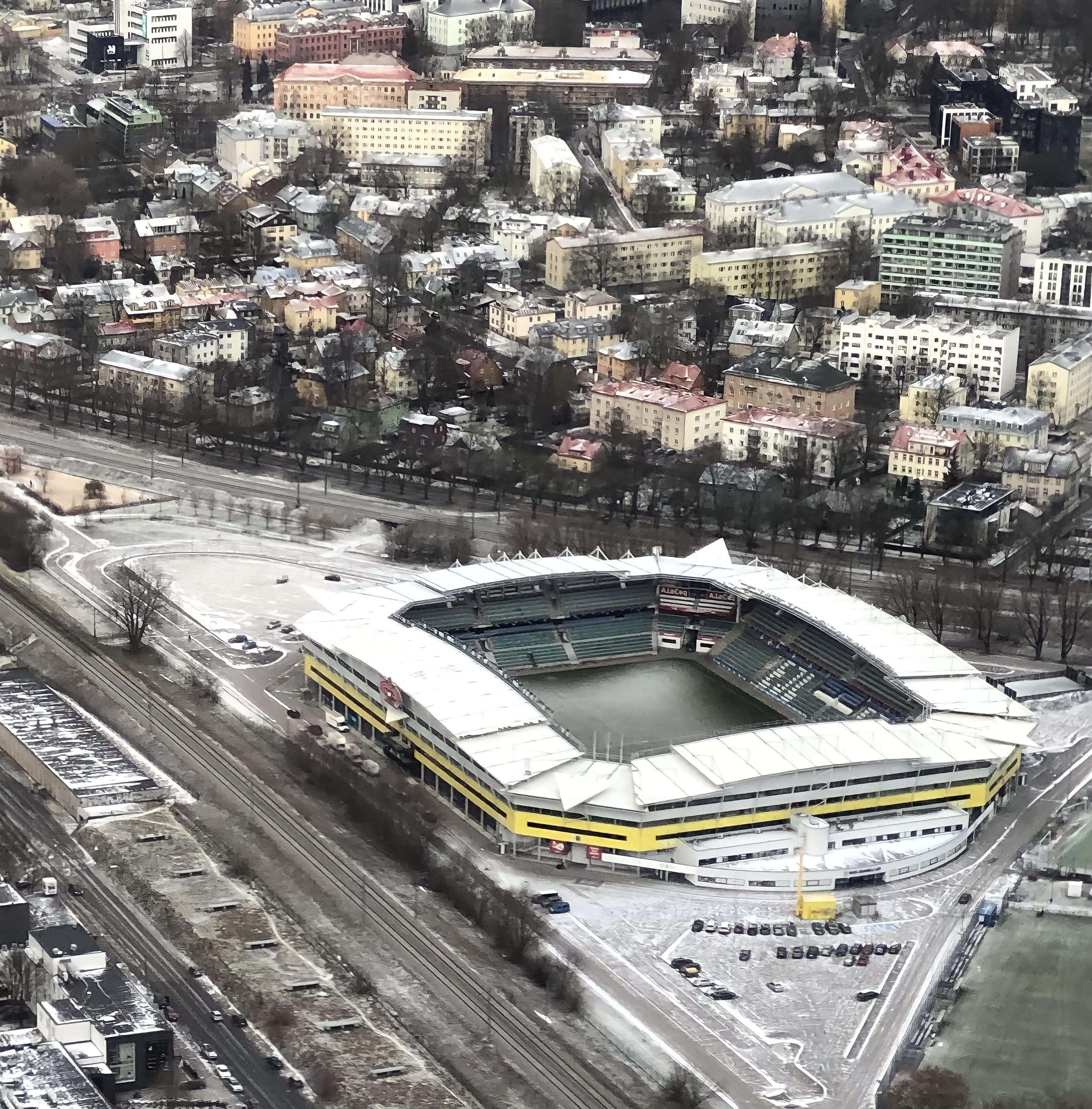
Tallinn , capitale européenne du sport 2025 pour l'Estonie.
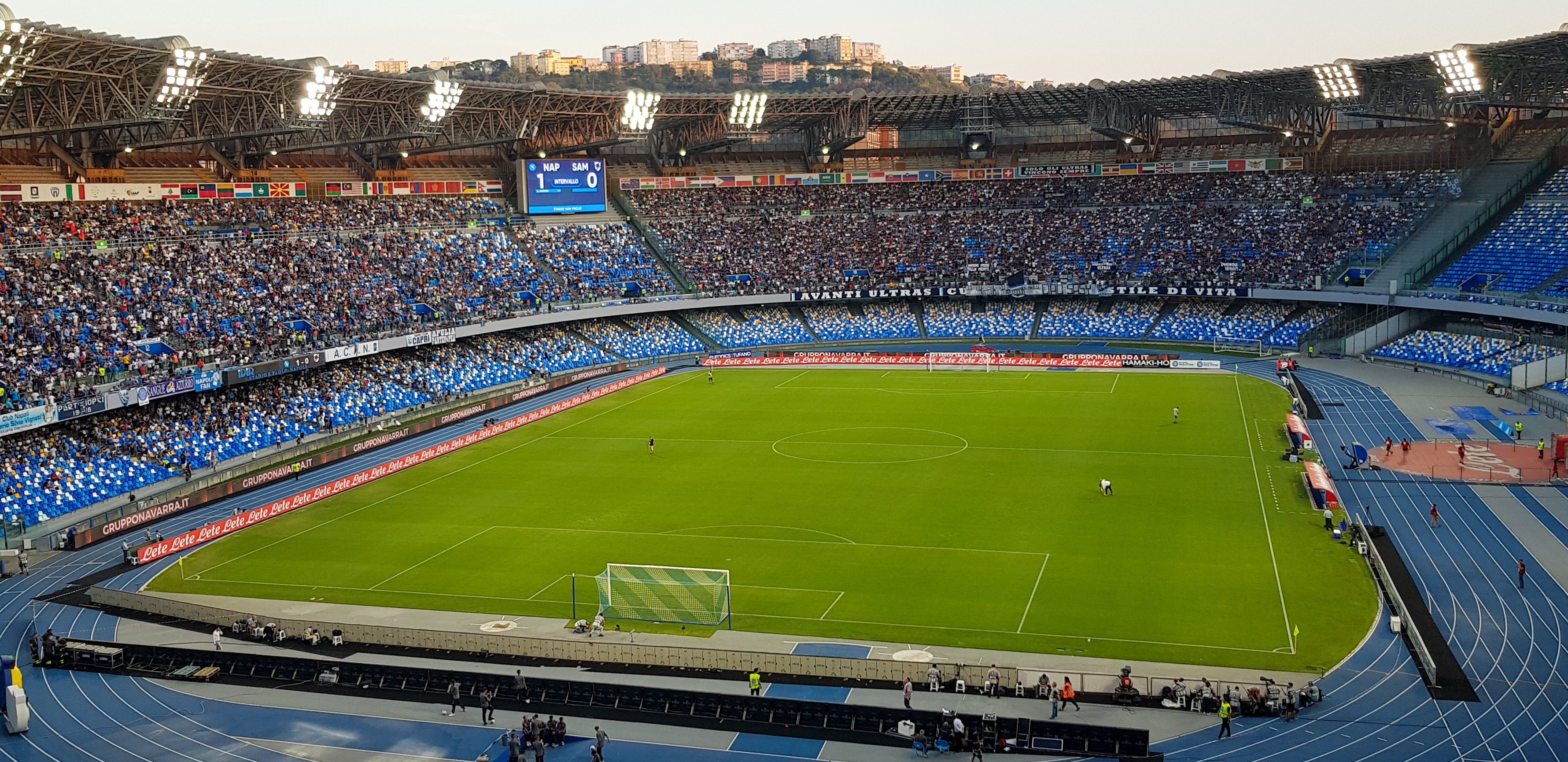
Naples , capitale européenne du sport 2026 pour l'Italie.
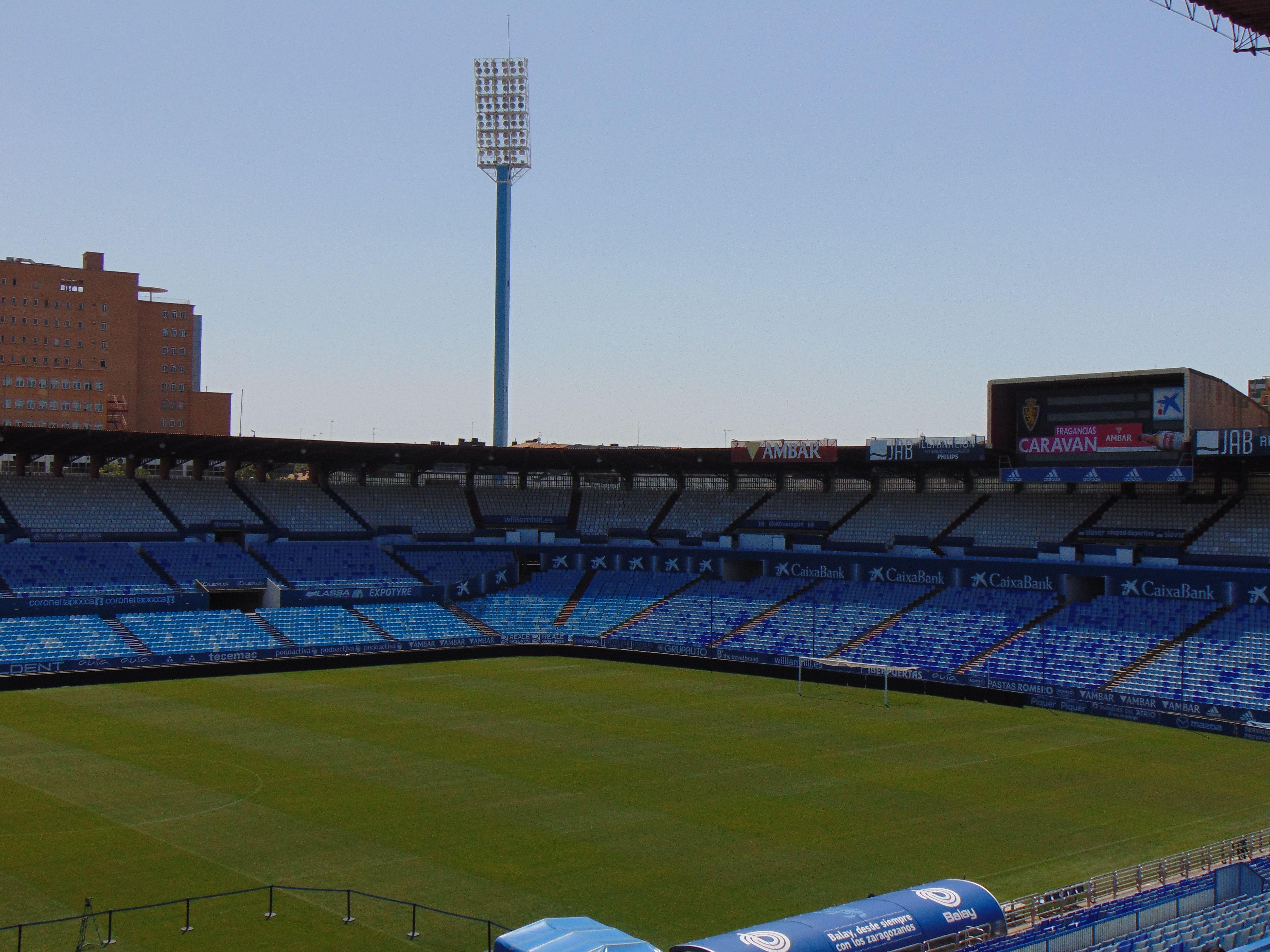
Saragosse , capitale européenne du sport 2027 pour l'Espagne.

### Autres capitales
L'ACES attribue également chaque année les titre de Capitale mondiale et Capitale américaine du sport.   

#### Capitale mondiale du sport
- 2019 :  Abou Dabi[1]

- 2021 :  Guadalajara[2]
- 2024 :  Sofia[3]